# Гипноз (фильм, 2020)
«Гипно́з» — художественный фильм 2020 года в жанре психологического триллера, снятый российским режиссёром Валерием Тодоровским. Главные роли в нём сыграли Сергей Гиро и Максим Суханов.

## Сюжет
Главный герой фильма — подросток по имени Миша, который ходит к психотерапевту, чтобы вылечиться от лунатизма. Постепенно он попадает под влияние гипнотизёра и теряет способность отличать реальность от иллюзии. Ещё одна пациентка психотерапевта исчезает, и Миша начинает своё расследование, в ходе которого понимает, что все предыдущие события видел совсем не такими, какими они были на самом деле.

## В ролях
- Сергей Гиро — Миша
- Максим Суханов — доктор Волков
- Екатерина Федулова — Катя, мать
- Сергей Медведев — Юра, отец
- Степан Середа — Вася, младший брат
- Полина Галкина — Полина, пациентка Волкова
- Александр Замураев — Олег, пациент Волкова

## Релиз и оценки
Трейлер фильма вышел 22 сентября 2020 года. Премьера состоялась на Московском международном кинофестивале, а в прокат фильм вышел 15 октября. В 2021 году «Гипноз» был участником XII онлайн-фестиваля «Дубль два» в 2021 году.
«Гипноз» был отмечен Национальной кинематографической премией «Ника» за 2020 год в номинации «Лучшая музыка к фильму» (Анна Друбич). Обозреватель «Коммерсанта» Юлия Шагельман констатирует, что на ММКФ этот фильм отличался от другим профессионализмом авторов и актёрской игрой, но видит серьёзные проблемы с сюжетом. По её мнению, «жанровый эксперимент авторам не вполне удался: фильм, как и его главный герой, не может определиться, что же он такое». Для рецензента с «Афиша. Daily» «Гипноз» — «очень умная картина», главная тема которой — «социальная модель передачи власти и насилия от человека к человеку».